# 外柔內剛 (電影公司)
外柔內剛（韓語：주식회사 외유내강）是一家韓國電影製作公司，2005年由導演柳承完及其妻子姜慧貞共同創立，製作的第一部作品为鄭斗洪、柳承完、李凡秀主演的《暴力城市》。目前，由姜慧貞擔任公司代表。

## 电影
| 上映日期       | 电影                             | 導演   | 演員                                           |
| -------------- | -------------------------------- | ------ | ---------------------------------------------- |
| 2006年5月25日  | 《暴力城市》                     | 柳承完 | 柳承完、李凡秀                                 |
| 2008年8月14日  | 《打抱不平》                     | 柳承完 | 林元熙、柳承範、孔曉振                         |
| 2010年9月19日  | 《解决士》                       | 权赫宰 | 薛耿求、李廷鎮                                 |
| 2010年10月28日 | 《神鬼交易》                     | 柳承完 | 黃晸珉、柳承範、柳海真                         |
| 2013年1月30日  | 《柏林》                         | 柳承完 | 韓石圭、河正宇、全智賢                         |
| 2015年8月5日   | 《辣手警探》                     | 柳承完 | 黃晸珉、劉亞仁                                 |
| 2017年1月4日   | 《女教師》                       | 金泰泳 | 金荷娜、柳仁英                                 |
| 2017年7月26日  | 《軍艦島》                       | 柳承完 | 黃晸珉、蘇志燮、宋仲基                         |
| 2018年8月22日  | 《你的婚禮》                     | 李錫根 | 朴宝英、金英光                                 |
| 2019年2月20日  | 《娑婆訶》                       | 张宰賢 | 李政宰、朴正民                                 |
| 2019年7月31日  | 《極限逃生》                     | 李相槿 | 曹政奭、林潤娥                                 |
| 2019年12月18日 | 《青春催落去》                   | 崔正烈 | 馬東石、朴正民、丁海寅、廉晶雅、崔成恩         |
| 2021年7月28日  | 《逃出摩加迪休》                 | 柳承完 | 金倫奭、趙寅成                                 |
| 2021年8月18日  | 《綁架影帝黃晸珉》               | 畢感成 | 黃晸珉、金宰範、李瑜美、劉慶秀、李浩貞         |
| 2023年7月26日  | 《神鬼海底撈》                   | 柳承完 | 金憓秀、廉晶雅、趙寅成、朴正民、金钟洙、高旻示 |
| 2023年9月27日  | 《千博士驱魔研究所：雪景的秘密》 | 金成植 | 姜棟元、許峻豪、李絮                           |
| 2024年         | 《老手2》                        | 柳承完 | 黄晸珉、丁海寅、吴达洙、張允柱、吳代煥、金時厚 |
| 待公布         | 《2點的約會》                    | 李相槿 | 林潤娥、安普賢                                 |
| 待公布         | 《Humint》                       | 柳承完 | 趙寅成、朴正民、朴海俊、Nana                   |

## 外部鏈接
- 外柔內剛官方網站
- 外柔内刚在KOBIS的页面 （页面存档备份，存于）